# Stef Krul
Pour les articles homonymes, voir Krul (homonymie).
Stef Krul, né le 15 juillet 1995 à Grou, est un coureur cycliste néerlandais.

## Palmarès et résultats

### Palmarès par année
- 2012
  - 2e étape de l'Acht van Bladel
- 2013
  - 2ea étape du Tour de Basse-Saxe juniors (contre-la-montre)
  - 2e du championnat des Pays-Bas du contre-la-montre juniors
  - 2e de l'Omloop der Vlaamse Gewesten
  - 3e du Tour de Basse-Saxe juniors
- 2014
  - 1re étape du Czech Cycling Tour (contre-la-montre par équipes)
- 2017
  - 2e du championnat des Pays-Bas sur route espoirs
  - 3e du PWZ Zuidenveldtour
- 2018
  - PWZ Zuidenveld Tour
- 2019
  - 3e du Tour du Loir-et-Cher
  - 3e de la Flèche du Sud

### Classements mondiaux
| Année           | 2014 | 2015 | 2016 | 2017 | 2018 |
| --------------- | ---- | ---- | ---- | ---- | ---- |
| UCI Europe Tour | 758e |      |      | 962e | 842e |